# Pietro Palazzo
Pietro Palazzo (Comiso, 14 settembre 1576 – Comiso, 28 agosto 1648) è stato un presbitero italiano, appartenente alla Confederazione dell'Oratorio di San Filippo Neri.
È un servo di Dio della chiesa cattolica

## Biografia
Nasce a Comiso nel 1576 da Giovanni Palazzo, soldato di origine spagnola, e da Angela Margherita Guastella, originaria di Giarratana.
A soli 12 anni Pietro dovette recarsi a Palermo come paggio alla corte di Beatrice d'Aragona, vedova del conte Gaspare II Naselli, ma fu presto richiamato nella sua città natale a causa della morte del padre per sostenere la famiglia, essendo il figlio primogenito della coppia.
Andò poi a studiare nella vicina Modica presso il medico e speziale Pietro Sanmartino, dal quale apprese la scienza medica che gli permise, una volta tornato a Comiso, di aprire una "spezieria".
Ma intanto in lui si faceva sentire la chiamata alla vita religiosa, che lo portò, nell'anno santo 1600, a compiere un pellegrinaggio a Roma. Tornato a Comiso iniziò la sua opera di apostolato, per i 15 anni successivi infatti era solito spiegare in chiesa davanti a numerosi fedeli alcuni passi della scrittura.
La sua vocazione poté trovare compimento nel 1616, quando, all'età di 40 anni, fu ordinato sacerdote.
Fu un instancabile predicatore e contribuì notevolmente alla rinascita non solo religiosa, ma anche culturale e sociale della propria città. Lo si ricorda per avervi fondato l'oratorio di San Filippo Neri con l'annessa "Chiesa del Gesù", oltre che per aver fatto nascere due monasteri teresiani, uno per le "donzelle ricche" (detto Badia) con annessa chiesa di Regina Coeli e un secondo monastero per le "donzelle povere" con annessa chiesa di San Giuseppe. Badessa è cofondatrice del primo monastero fu la comisana suor Teresa di Gesú, al secolo Beatrice Giacchenetto . 
La sua morte, avvenuta il 28 agosto 1648, all'età di 72 anni, richiamò a Comiso molte persone anche dai paesi vicini, che con fede e riconoscenza, sfilarono per tre giorni davanti alla sua salma. Fu sepolto nella chiesa che lui stesso aveva fondato.
Per via delle sue virtù e delle sue opere, fu definito da molti con l'appellativo "Apostolo di Comiso".